# Ferrari LaFerrari
Ferrari LaFerrari là mẫu siêu xe của hãng xe Ý Ferrari ra đời nhằm thay thế huyền thoại Ferrari Enzo. Nó được ra mắt lần đầu tiên tại Geneva Motor Show 2013, là chiếc xe sản xuất hàng loạt đầu tiên của Ferrari sử dụng tổng hợp động cơ xăng và điện. Với một tổng công suất là 708 kW (963 PS), nó là xe 2 chỗ mạnh nhất hiện thời đến năm 2016 của Ferrari.

## Kỹ thuật
Ferrari LaFerrari sử dụng động cơ 6,3 lít V12 công suất 789 mã lực, được hỗ trợ bằng một động cơ điện công suất 161 mã lực và mô-men xoắn cực đại 270 Nm. Động cơ điện được đặt sau hộp số ly hợp kép 7 cấp, khối pin nặng 60 kg. Tổng sức mạnh của xe là 950 mã lực, mô-men xoắn cực đại 899 Nm. Siêu xe tăng tốc từ 0–96 km/h chưa đến 3 giây, tốc độ tối đa khoảng 346 km/h.
Khung và thân xe LaFerrari được sản xuất thủ công từ sợi carbon. Luồng không khí di chuyển xung quanh siêu xe luôn được thay đổi thích ứng với trạng thái di chuyển. Thiết kế khí động học gồm cánh hướng gió trước linh hoạt, cánh dưới sàn xe, cánh gió sau cùng bộ khuếch tán sau. LaFerrari trang bị những tính năng an toàn như hệ thống cân bằng điện tử ESC, kiểm soát hành trình điện tử F1 EF1-TRAC, hệ thống chống bó cứng phanh ABS và phân bổ lực phanh điện tử EBD, bộ vi sai thế hệ thứ 3.